# Marcel Artelesa
Marcel Artelesa (2 de juliol de 1938 - 23 de setembre de 2016) fou un futbolista francès.

## Selecció de França
Va formar part de l'equip francès a la Copa del Món de 1966.

## Palmarès
AS Monaco
- Ligue 1: 1963
- Coupe de France: 1963